# Krasnodar
|  | Per a altres significats, vegeu «Krai de Krasnodar». |

Krasnodar (rus: Краснода́р) és una ciutat del sud de Rússia, al costat del riu Kuban. És el centre administratiu del krai de Krasnodar.
Es fundà l'any 1794 com a Iekaterinodar (rus: Екатеринода́р), que significa «regal de Caterina», en reconeixement de la concessió per part de Caterina II de Rússia de la regió als cosacs de la Mar Negra. A més, es declarà Santa Caterina d'Alexandria la patrona de la població. El 1867 rebé l'estatus de ciutat. Després de la Revolució d'Octubre, el 1920 canvià el nom per Krasnodar que significa «regal dels rojos».
Krasnodar va ser una de les subseus de la Copa del Món de Futbol Masculí de 2018.

## Història
La ciutat es va originar en 1793 com a campament militar, després com una fortalesa construïda pels cosacs per defensar les fronteres imperials i per afirmar el domini rus sobre Circàssia. A la primera meitat del segle xix, Iekaterinodar es va convertir en un centre ocupat dels cosacs del Kuban, obtenint l'estatus oficial de la ciutat el 1867. El 1888, unes 45.000 persones vivien a la ciutat, que s'havia convertit en un centre de comerç vital per al sud de Rússia. El 1897 es va erigir a Iekaterinodar un obelisc que commemora la història de dos-cents anys dels cosacs de Kuban (vista com fundada el 1696).
Durant la Guerra Civil Russa (1917-1922) la ciutat va canviar de mans diverses vegades, arribant successivament sota el control de l'Exèrcit Roig i de l'Exèrcit de Voluntaris. Molts cosacs de Kuban, com anti-bolxevics compromesos, van donar suport al Moviment Blanc. Lavr Kornilov, un general blanc, va capturar la ciutat el 10 d'abril de 1918, però va ser assassinat una setmana més tard quan un bolxevic va fer explotar la granja on havia instal·lat la seva seu.
Durant la Segona Guerra Mundial, l'exèrcit alemany va ocupar Krasnodar entre el 12 d'agost de 1942 i el 12 de febrer de 1943. La ciutat va patir greus danys en els combats, però va ser reconstruïda i renovada després de la guerra. Les forces alemanyes, amb els escuadrons de l'exèrcit de la SS de la Gestapo i Einsatzgruppen, van matar milers de jueus, comunistes, i suposats partisans.
L'estiu de 1943, els soviètics van iniciar judicis, inclosos els seus propis ciutadans, per connivència amb els nazis i per participar en crims de guerra. El primer es va dur a terme a Krasnodar del 14 al 17 de juliol de 1943. El tribunal de Krasnodar va pronunciar vuit sentències de mort que es van dur a terme sumàriament a la plaça de la ciutat davant d'una multitud d'unes trenta mil persones.

## Persones il·lustres
- Anna Netrebko (1971-) cantant d'òpera

## Clima
En la classificació de Köppen, Krasnodar és un clima subtropical humit (Cfa).
Els seus hiverns són suaus, segons els estàndards de Rússia, malgrat que es pot arribar als -20 °C omenys, perquè la mitjana del mes més fred està (lleugerament) per sobre dels zero graus. L'estiu és càlid i la pluviometria ultrapassa els 700 litrs amb pluja repartida més o menys uniformement entre totes les estacions.
| Dades climàtiques a Krasnodar      | Dades climàtiques a Krasnodar | Dades climàtiques a Krasnodar | Dades climàtiques a Krasnodar | Dades climàtiques a Krasnodar | Dades climàtiques a Krasnodar | Dades climàtiques a Krasnodar | Dades climàtiques a Krasnodar | Dades climàtiques a Krasnodar | Dades climàtiques a Krasnodar | Dades climàtiques a Krasnodar | Dades climàtiques a Krasnodar | Dades climàtiques a Krasnodar | Dades climàtiques a Krasnodar |
| Mes                                | gen                           | febr                          | març                          | abr                           | maig                          | juny                          | jul                           | ag                            | set                           | oct                           | nov                           | des                           | anual                         |
| ---------------------------------- | ----------------------------- | ----------------------------- | ----------------------------- | ----------------------------- | ----------------------------- | ----------------------------- | ----------------------------- | ----------------------------- | ----------------------------- | ----------------------------- | ----------------------------- | ----------------------------- | ----------------------------- |
| Màxima rècord °C (°F)              | 20.8 (69.4)                   | 22.2 (72)                     | 28.5 (83.3)                   | 34.7 (94.5)                   | 35.1 (95.2)                   | 37.5 (99.5)                   | 40.7 (105.3)                  | 40.0 (104)                    | 38.5 (101.3)                  | 33.9 (93)                     | 27.4 (81.3)                   | 23.0 (73.4)                   | 40.7 (105.3)                  |
| Màxima mitjana °C (°F)             | 4.4 (39.9)                    | 5.7 (42.3)                    | 10.7 (51.3)                   | 18.0 (64.4)                   | 23.2 (73.8)                   | 27.1 (80.8)                   | 30.2 (86.4)                   | 30.2 (86.4)                   | 24.9 (76.8)                   | 18.1 (64.6)                   | 10.7 (51.3)                   | 5.8 (42.4)                    | 17.4 (63.3)                   |
| Mitjana diària °C (°F)             | 0.6 (33.1)                    | 1.1 (34)                      | 5.5 (41.9)                    | 12.2 (54)                     | 17.2 (63)                     | 21.3 (70.3)                   | 24.1 (75.4)                   | 23.7 (74.7)                   | 18.5 (65.3)                   | 12.3 (54.1)                   | 6.1 (43)                      | 2.1 (35.8)                    | 12.1 (53.8)                   |
| Mínima mitjana °C (°F)             | −2.2 (28)                     | −2.3 (27.9)                   | 1.8 (35.2)                    | 7.6 (45.7)                    | 12.2 (54)                     | 16.4 (61.5)                   | 18.7 (65.7)                   | 18.0 (64.4)                   | 13.3 (55.9)                   | 7.9 (46.2)                    | 2.8 (37)                      | −0.7 (30.7)                   | 7.8 (46)                      |
| Mínima rècord °C (°F)              | −32.9 (−27.2)                 | −29.8 (−21.6)                 | −25.6 (−14.1)                 | −5.6 (21.9)                   | −1.2 (29.8)                   | 4.2 (39.6)                    | 9.5 (49.1)                    | 3.9 (39)                      | −2.2 (28)                     | −9.9 (14.2)                   | −20.4 (−4.7)                  | −27.6 (−17.7)                 | −32.9 (−27.2)                 |
| Precipitació mitjana mm (polzades) | 66 (2.6)                      | 54 (2.13)                     | 58 (2.28)                     | 51 (2.01)                     | 68 (2.68)                     | 86 (3.39)                     | 56 (2.2)                      | 44 (1.73)                     | 46 (1.81)                     | 56 (2.2)                      | 73 (2.87)                     | 77 (3.03)                     | 735 (28.94)                   |
| Mitjana de dies de pluja           | 13                            | 11                            | 14                            | 15                            | 14                            | 14                            | 10                            | 8                             | 10                            | 12                            | 14                            | 15                            | 150                           |
| Mitjana de dies de neu             | 11                            | 10                            | 6                             | 0.3                           | 0                             | 0                             | 0                             | 0                             | 0                             | 0                             | 3                             | 9                             | 39                            |
| Humitat relativa mitjana (%)       | 81                            | 76                            | 72                            | 66                            | 66                            | 68                            | 63                            | 62                            | 68                            | 75                            | 81                            | 82                            | 72                            |
| Mitjana mensual d'hores de sol     | 71                            | 84                            | 136                           | 181                           | 247                           | 277                           | 303                           | 286                           | 238                           | 173                           | 88                            | 55                            | 2.139                         |
| Font #1: Pogoda.ru.net             |                               |                               |                               |                               |                               |                               |                               |                               |                               |                               |                               |                               |                               |
| Font #2: NOAA (sun, 1961–1990)     |                               |                               |                               |                               |                               |                               |                               |                               |                               |                               |                               |                               |                               |